# Ádám Kristóf Karl
Ádám Kristóf Karl (Boedapest, 9 september 1999) is een Hongaars wielrenner die sinds 2023 rijdt voor Epronex-Hngary Cycling Team.

## Carrière
Als eerstejaars junior werd Karl tweede in zowel de tijdrit als de wegwedstrijd tijdens de nationale kampioenschappen, beide keren achter Barnabás Peák. Daarnaast nam hij dat jaar deel aan de wegwedstrijd op zowel het Europese als het wereldkampioenschap. Een jaar later won Karl wel twee nationale titels: in de tijdrit was hij zeven seconden sneller dan Gergő Orosz, in de wegwedstrijd bleef hij diezelfde Orosz één seconde voor.
Zijn volgende titel volgde in 2021, toen hij in de tijdrit bij de beloften ruim een minuut sneller was dan Norbert Hrenkó. In de wegwedstrijd bij de eliterenners sprintte Karl naar de zesde plaats. Een jaar later werd hij vijfde. In september 2022 won Karl de tweede etappe in In the footsteps of the Romans, een Bulgaarse tweedaagse etappekoers, door in de massasprint Davide Bauce en Patryk Stosz voor te blijven. Door zijn overwinning steeg hij naar de derde plaats in het eindklassement.
In 2023 kreeg hij de beschikking over zijn eerste professionele contract. Dit was bij Epronex-Hungary Cycling Team, een continentale Hongaarse ploeg.

## Overwinningen
2017
 Hongaars kampioen tijdrijden, Junioren
 Hongaars kampioen op de weg, Junioren
2021
 Hongaars kampioen tijdrijden, Beloften
2022
2e etappe In the footsteps of the Romans